# Wilhelm Nasse
Johann Friedrich Wilhelm Nasse (russisch Иоганн Фридрих Вильгельм Нассе, * 24. Dezember 1780 in Bünde, Grafschaft Ravensberg; † nach 1833) war ein deutsch-russischer Chemiker und Pharmazeut.

## Leben
Nasse absolvierte eine Apothekerlehre. Er wirkte anschließend als Pharmazeut in Hannover und Hamburg, wo er einige Vorlesungen über Physik und Chemie besuchte, und später in Riga, wo er Assistent von David Hieronymus Grindel war, der 1803 das Russische Jahrbuch der Pharmazie gründete, in dem Nasse Beiträge veröffentlichte.
Anfang des 19. Jahrhunderts ging er nach Sankt Petersburg, wo er unter anderem als Chemiker an der Kaiserlichen Porzellanmanufaktur tätig war.
Ab 1805 war er Adjunkt der Kaiserlichen Akademie der Wissenschaften. 1811 erhielt er an der Universität Marburg die philosophische Doktorwürde und war von 1810 bis 1817 außerordentliches Mitglied der Akademie der Wissenschaften.
„1204. Nasse (Wilhelm, eigentl. Johann Friedrich Wilhelm), zu St. Petersburg, Philos. Dr. Marb. 1911, Kaiserl. Hofrath seit 1810, privatisirender Chemiker und Mitglied einiger gel.[ehrter] Gesellschaften. [...] 1824 Professor der Technologie an der Universität zu Wilna und Director einer technischen Lehranstalt, und kehrte 1826 abermals nach St. Petersburg zurück.“